# Tournoi de tennis de Winston-Salem
Le tournoi de Winston-Salem (Caroline du Nord, États-Unis) est un tournoi de tennis professionnel masculin (ATP) organisé en août, sur dur et en extérieur, sur le campus de l'université de Wake Forest, à Winston-Salem.
La première édition remonte à 2011, en remplacement du tournoi de New Haven. Classé ATP 250, le tournoi fait partie des US Open Series.

## Palmarès

### Simple
| No | Date       | Nom et lieu du tournoi            | Catégorie | Dotation  | Surface    | Vainqueur             | Finaliste             | Score          |         |
| -- | ---------- | --------------------------------- | --------- | --------- | ---------- | --------------------- | --------------------- | -------------- | ------- |
| 1  | 22-08-2011 | Winston-Salem Open, Winston-Salem | ATP 250   | 553 125 $ | Dur (ext.) | John Isner            | Julien Benneteau      | 4-6, 6-3, 6-4  | Tableau |
| 2  | 20-08-2012 | Winston-Salem Open, Winston-Salem | ATP 250   | 553 125 $ | Dur (ext.) | John Isner            | Tomáš Berdych         | 3-6, 6-4, 7-69 | Tableau |
| 3  | 19-08-2013 | Winston-Salem Open, Winston-Salem | ATP 250   | 575 250 $ | Dur (ext.) | Jürgen Melzer         | Gaël Monfils          | 6-3, 2-1, ab.  | Tableau |
| 4  | 18-08-2014 | Winston-Salem Open, Winston-Salem | ATP 250   | 598 260 $ | Dur (ext.) | Lukáš Rosol           | Jerzy Janowicz        | 3-6, 7-63, 7-5 | Tableau |
| 5  | 24-08-2015 | Winston-Salem Open, Winston-Salem | ATP 250   | 616 210 $ | Dur (ext.) | Kevin Anderson        | Pierre-Hugues Herbert | 6-4, 7-5       | Tableau |
| 6  | 21-08-2016 | Winston-Salem Open, Winston-Salem | ATP 250   | 639 255 $ | Dur (ext.) | Pablo Carreño-Busta   | Roberto Bautista-Agut | 6-7, 7-61, 6-4 | Tableau |
| 7  | 20-08-2017 | Winston-Salem Open, Winston-Salem | ATP 250   | 664 825 $ | Dur (ext.) | Roberto Bautista-Agut | Damir Džumhur         | 6-4, 6-4       | Tableau |
| 8  | 19-08-2018 | Winston-Salem Open, Winston-Salem | ATP 250   | 691 415 $ | Dur (ext.) | Daniil Medvedev       | Steve Johnson         | 6-4, 6-4       | Tableau |
| 9  | 18-08-2019 | Winston-Salem Open, Winston-Salem | ATP 250   | 717 955 $ | Dur (ext.) | Hubert Hurkacz        | Benoît Paire          | 6-3, 3-6, 6-3  | Tableau |
| 10 | 22-08-2021 | Winston-Salem Open, Winston-Salem | ATP 250   | 717 955 $ | Dur (ext.) | Ilya Ivashka          | Mikael Ymer           | 6-0, 6-2       | Tableau |
| 11 | 21-08-2022 | Winston-Salem Open, Winston-Salem | ATP 250   | 731 935 $ | Dur (ext.) | Adrian Mannarino      | Laslo Djere           | 7-61, 6-4      | Tableau |
| 12 | 20-08-2023 | Winston-Salem Open, Winston-Salem | ATP 250   | 760 930 $ | Dur (ext.) | Sebastián Báez        | Jiří Lehečka          | 6-4, 6-3       | Tableau |
| 13 | 18-08-2024 | Winston-Salem Open, Winston-Salem | ATP 250   | 779 780 $ | Dur (ext.) | Lorenzo Sonego        | Alex Michelsen        | 6-0, 6-3       | Tableau |

### Double
| No | Date       | Nom et lieu du tournoi            | Catégorie | Dotation  | Surface    | Vainqueurs                            | Finalistes                       | Score             |         |
| -- | ---------- | --------------------------------- | --------- | --------- | ---------- | ------------------------------------- | -------------------------------- | ----------------- | ------- |
| 1  | 22-08-2011 | Winston-Salem Open, Winston-Salem | ATP 250   | 553 125 $ | Dur (ext.) | Jonathan Erlich Andy Ram              | Christopher Kas Alexander Peya   | 7-62, 6-4         | Tableau |
| 2  | 20-08-2012 | Winston-Salem Open, Winston-Salem | ATP 250   | 553 125 $ | Dur (ext.) | Santiago González Scott Lipsky        | Pablo Andújar Leonardo Mayer     | 6-3, 4-6, [10-2]  | Tableau |
| 3  | 19-08-2013 | Winston-Salem Open, Winston-Salem | ATP 250   | 575 250 $ | Dur (ext.) | Daniel Nestor Leander Paes            | Treat Conrad Huey Dominic Inglot | 7-610, 7-5        | Tableau |
| 4  | 18-08-2014 | Winston-Salem Open, Winston-Salem | ATP 250   | 598 260 $ | Dur (ext.) | Juan Sebastián Cabal Robert Farah     | Jamie Murray John Peers          | 6-3, 6-4          | Tableau |
| 5  | 24-08-2015 | Winston-Salem Open, Winston-Salem | ATP 250   | 616 210 $ | Dur (ext.) | Dominic Inglot Robert Lindstedt       | Eric Butorac Scott Lipsky        | 6-2, 6-4          | Tableau |
| 6  | 21-08-2016 | Winston-Salem Open, Winston-Salem | ATP 250   | 639 255 $ | Dur (ext.) | Guillermo García-López Henri Kontinen | Andre Begemann Leander Paes      | 4-6, 7-66, [10-8] | Tableau |
| 7  | 20-08-2017 | Winston-Salem Open, Winston-Salem | ATP 250   | 664 825 $ | Dur (ext.) | Jean-Julien Rojer Horia Tecău         | Julio Peralta Horacio Zeballos   | 6-3, 6-4          | Tableau |
| 8  | 19-08-2018 | Winston-Salem Open, Winston-Salem | ATP 250   | 691 415 $ | Dur (ext.) | Jean-Julien Rojer Horia Tecău         | James Cerretani Leander Paes     | 6-4, 6-2          | Tableau |
| 9  | 18-08-2019 | Winston-Salem Open, Winston-Salem | ATP 250   | 717 955 $ | Dur (ext.) | Łukasz Kubot Marcelo Melo             | Nicholas Monroe Tennys Sandgren  | 6-7, 6-1, [10-3]  | Tableau |
| 10 | 22-08-2021 | Winston-Salem Open, Winston-Salem | ATP 250   | 717 955 $ | Dur (ext.) | Marcelo Arévalo Matwé Middelkoop      | Ivan Dodig Austin Krajicek       | 65-7, 7-5, [10-6] | Tableau |
| 11 | 21-08-2022 | Winston-Salem Open, Winston-Salem | ATP 250   | 731 935 $ | Dur (ext.) | Matthew Ebden Jamie Murray            | Hugo Nys Jan Zieliński           | 6-4, 6-2          | Tableau |
| 12 | 20-08-2023 | Winston-Salem Open, Winston-Salem | ATP 250   | 760 930 $ | Dur (ext.) | Nathaniel Lammons Jackson Withrow     | Lloyd Glasspool Neal Skupski     | 6-3, 6-4          | Tableau |
| 13 | 18-08-2024 | Winston-Salem Open, Winston-Salem | ATP 250   | 779 780 $ | Dur (ext.) | Nathaniel Lammons Jackson Withrow     | Julian Cash Robert Galloway      | 6-4, 6-3          | Tableau |